# Shepherd Moons
Shepherd Moons (en español: Lunas Pastoras) es el tercer álbum de estudio de la cantante irlandesa Enya, lanzado en noviembre de 1991 por Reprise Records. Ganó el premio Grammy en la categoría de "Mejor Álbum de New Age" en 1993. También llegó a la primera posición en Reino Unido y entró en el Top 20 de la lista Billboard de Estados Unidos; en el puesto #17. 
El álbum fue un gran éxito y logró vender más de 13 millones de copias a nivel mundial.

## Lista de canciones
1. "Shepherd Moons" - 3:40
2. "Caribbean Blue" - 3:58
3. "How Can I Keep From Singing?" - 4:25
4. "Ebudae" - 1:55
5. "Angeles" - 3:57
6. "No Holly for Miss Quinn" - 2:43
7. "Book of Days" - 2:55
8. "Evacuee" - 3:50
9. "Lothlórien" - 2:07
10. "Marble Halls" - 3:52
11. "Afer Ventus" - 4:06
12. "Smaointe..." - 6:08

### Sencillos
- Caribbean Blue fue lanzado con otras canciones adicionales como "Orinoco Flow", "As Baile", "Angeles" y "Oriel Window".
- How Can I Keep From Singing? fue lanzado con "Oíche Chiún" y "'S Fagaim Mo Bhaile", como canciones adicionales.
- Book of Days fue lanzado con "Watermark", "On Your Shore" y "Exile", como canciones adicionales.
- Marble Halls fue lanzado con 'S Fagaim Mo Bhaile, Book Of Days y As Baile como canciones adicionales.

## Traducción al castellano de los títulos
Álbum: Shepherd Moons (Lunas Pastorales)
1. "Shepherd Moons" (Lunas Pastorales) *Referente a los satélites naturales de Saturno "Pandora" y "Prometheus".
2. "Caribbean Blue" (Azul Caribeño)
3. "How Can I Keep From Singing?" (¿Cómo Podría Abstenerme de Cantar?) *Es un himno tradicional Shaker.
4. "Ebudae" (Hébridas) *Es un conjunto de islas.
5. "Angeles" (Ángeles)
6. "No Holly for Miss Quinn" (No Hay Acebo para La Señorita Quinn) *Tema inspirado en una novela de Miss Read.
7. "Book of Days" (Mi Diario)
8. "Evacuee" (Evacuada)
9. "Lothlórien" (Lothlórien) *Inspirado en el lugar mítico descrito en 'El Señor de los Anillos' de J.R.R. Tolkien.
10. "Marble Halls" (Salones de Mármol) *Tema de la ópera 'The Bohemian Girl'de Michael William Balfe.
11. "Afer Ventus" (Viento Afro)
12. "Smaointe..." (Pensamientos...)